# پیترو اسکالیا
پیترو اسکالیا (انگلیسی: Pietro Scalia؛ زادهٔ ۱۷ مارس ۱۹۶۰) تدوین‌گر فیلم اهل ایتالیا-ایالات متحده آمریکا است.

## جوایز
پیترو اسکالیا برنده جایزه اسکار بهترین تدوین فیلم در سال‌های ۱۹۹۱ و ۲۰۰۱ شده است.

## فیلمشناسی
- مگاویل (۱۹۹۰)
- جی‌اف‌کی (۱۹۹۱)
- بودای کوچک (۱۹۹۳)
- سرقت زیبایی (۱۹۹۶)
- جی. آی. جِین (۱۹۹۷)
- ویل هانتینگ خوب (۱۹۹۷)
- برنده و بازنده (۱۹۹۵)
- سقوط شاهین سیاه (۲۰۰۱)
- گلادیاتور (۲۰۰۰)
- هانیبال (۲۰۰۱)
- خاطرات یک گیشا (۲۰۰۵)
- گانگستر آمریکایی (۲۰۰۷)
- خیزش هانیبال (۲۰۰۷)
- یک مشت دروغ (۲۰۰۸)
- رابین هود (۲۰۱۰)
- کیک-اس (۲۰۱۰)
- مرد عنکبوتی شگفت‌انگیز (۲۰۱۲)
- پرومتئوس (۲۰۱۲)
- مشاور (۲۰۱۳)
- مرد عنکبوتی شگفت‌انگیز ۲ (۲۰۱۴)